# Aeroportul Regional Southwest Georgia
Aeroportul Regional Southwest Georgia (IATA: ABY, ICAO: KABY, FAA LID: ABY) este un aeroport din Georgia, Statele Unite ale Americii ce deservește zona Albany⁠(d). Aeroportul a fost tranzitat în 2019 de 82.536 de pasageri.
Situat la o altitudine de 60 m, aeroportul dispune de 2 piste.

## Infrastructură

### Piste
Aeroportul dispune de 2 piste. Pista 04/22 are suprafața de asfalt și dimensiunile 6.601 picioare × 148 picioare. Pista 16/34 are suprafața de asfalt și dimensiunile 5.219 picioare × 148 picioare. 